# Liste der Länderspiele der nepalesischen Futsalnationalmannschaft
Die nachfolgende Liste enthält alle Länderspiele der nepalesischen Futsalnationalmannschaft der Männer, die der Fußballverband von Nepal, die All Nepal Football Association (ANFA), im Jahr 2017 gegründet hat. Futsal ist die einzige von der FIFA anerkannte Variante des Hallenfußballs. Bisher wurden drei Länderspiele ausgetragen.

## Länderspielübersicht
Legende
- Erg. = Ergebnis
- n. V. = nach Verlängerung
- i. S. = im Sechsmeterschießen
- abg. = Spielabbruch
- H = Heimspiel
- A = Auswärtsspiel
- * = Spiel auf neutralem Platz
- Hintergrundfarbe grün = Sieg
- Hintergrundfarbe gelb = Unentschieden
- Hintergrundfarbe rot = Niederlage

| Nr.                    | Datum      | Erg. | Gegner       |   | Austragungsort                          | Anlass                                 | Bemerkungen |
| ---------------------- | ---------- | ---- | ------------ | - | --------------------------------------- | -------------------------------------- | --- |
| 1                      | 15.10.2017 | 1:14 | Usbekistan   | * | Täbris (IRN), Shahid Pour Sharifi Arena | Asienmeisterschaft 2018- Qualifikation | Erstes Spiel auf neutralem Platz Erste Niederlage Erste Niederlage auf neutralem Platz Höchste Niederlage Höchste Niederlage auf neutralem Platz Erstes Länderspiel gegen Usbekistan |
| 2                      | 16.10.2017 | 0:5  | Kirgisistan  | * | Täbris (IRN), Shahid Pour Sharifi Arena | Asienmeisterschaft 2018- Qualifikation | Erstes Länderspiel gegen Kirgisistan |
| 3                      | 17.10.2017 | 3:9  | Turkmenistan | * | Täbris (IRN), Shahid Pour Sharifi Arena | Asienmeisterschaft 2018- Qualifikation | Erstes Länderspiel gegen Turkmenistan |
| Stand: 27. August 2018 |            |      |              |   |                                         |                                        | |

## Statistik
In der Statistik werden nur die offiziellen Länderspiele berücksichtigt.
Legende
- Sp. = Spiele
- Sg. = Siege
- Uts. = Unentschieden
- Ndl. = Niederlagen
- Hintergrundfarbe grün = positive Bilanz
- Hintergrundfarbe gelb = ausgeglichene Bilanz
- Hintergrundfarbe rot = negative Bilanz

### Gegner
| Land         | Kontinentalverband | Sp. | Sg. | Uts. | Ndl. | Torverhältnis |
| ------------ | ------------------ | --- | --- | ---- | ---- | ------------- |
| Kirgisistan  | AFC                | 1   | 0   | 0    | 1    | 0:5           |
| Turkmenistan | AFC                | 1   | 0   | 0    | 1    | 3:9           |
| Usbekistan   | AFC                | 1   | 0   | 0    | 1    | 01:14         |
| Gesamt       | Gesamt             | 3   | 0   | 0    | 3    | 04:28         |

### Kontinentalverbände
| Kontinentalverband                 | Sp. | Sg. | Uts. | Ndl. | Torverhältnis |
| ---------------------------------- | --- | --- | ---- | ---- | ------------- |
| AFC (Asien)                        | 3   | 0   | 0    | 3    | 04:28         |
| CAF (Afrika)                       | 0   | 0   | 0    | 0    | 0:0           |
| CONCACAF (Nord- und Mittelamerika) | 0   | 0   | 0    | 0    | 0:0           |
| CONMEBOL (Südamerika)              | 0   | 0   | 0    | 0    | 0:0           |
| OFC (Ozeanien)                     | 0   | 0   | 0    | 0    | 0:0           |
| UEFA (Europa)                      | 0   | 0   | 0    | 0    | 0:0           |
| Gesamt                             | 3   | 0   | 0    | 3    | 04:28         |

### Anlässe
| Anlass                                  | Sp. | Sg. | Uts. | Ndl. | Torverhältnis |
| --------------------------------------- | --- | --- | ---- | ---- | ------------- |
| Asienmeisterschaft-Qualifikationsspiele | 3   | 0   | 0    | 3    | 04:28         |
| Freundschaftsspiele                     | 0   | 0   | 0    | 0    | 0:0           |
| Gesamt                                  | 3   | 0   | 0    | 3    | 04:28         |

### Spielarten
| Spielart                       | Sp. | Sg. | Uts. | Ndl. | Torverhältnis |
| ------------------------------ | --- | --- | ---- | ---- | ------------- |
| Heimspiele (H)                 | 0   | 0   | 0    | 0    | 0:0           |
| Spiele auf neutralem Platz (*) | 3   | 0   | 0    | 3    | 04:28         |
| Auswärtsspiele (A)             | 0   | 0   | 0    | 0    | 0:0           |
| Gesamt                         | 3   | 0   | 0    | 3    | 04:28         |

### Austragungsorte
| Austragungsort | Land   | Sp. | Sg. | Uts. | Ndl. | Torverhältnis |
| -------------- | ------ | --- | --- | ---- | ---- | ------------- |
| Täbris         | Iran   | 3   | 0   | 0    | 3    | 04:28         |
| Gesamt         | Gesamt | 3   | 0   | 0    | 3    | 04:28         |

### Spielergebnisse
|      | Gegentore | Gegentore | Gegentore | Gegentore | Gegentore | Gegentore | Gegentore | Gegentore | Gegentore | Gegentore | Gegentore | Gegentore | Gegentore | Gegentore | Gegentore |
| Tore | 0         | 1         | 2         | 3         | 4         | 5         | 6         | 7         | 8         | 9         | 10        | 11        | 12        | 13        | 14        |
| ---- | --------- | --------- | --------- | --------- | --------- | --------- | --------- | --------- | --------- | --------- | --------- | --------- | --------- | --------- | --------- |
| 0    | -         | -         | -         | -         | -         | 1         | -         | -         | -         | -         | -         | -         | -         | -         | -         |
| 1    | -         | -         | -         | -         | -         | -         | -         | -         | -         | -         | -         | -         | -         | -         | 1         |
| 2    | -         | -         | -         | -         | -         | -         | -         | -         | -         | -         | -         | -         | -         | -         | -         |
| 3    | -         | -         | -         | -         | -         | -         | -         | -         | -         | 1         | -         | -         | -         | -         | -         |